# Pioviggine sopraffusa
La pioviggine sopraffusa è una precipitazione uniforme di goccioline di acqua liquida poste l'una accanto all'altra, che cadono da una nube, con temperatura superficiale sotto 0 °C.

## Definizione
Come per la pioviggine, si tratta di un tipo di pioggia in cui il diametro delle gocce è inferiore a 0,5 mm. Le gocce sembrano fluttuare nell'aria, rendendo possibile notare gli spostamenti d'aria. Si produce da nubi basse stratiformi o addirittura da nebbia. A contatto con il suolo, con oggetti o con aeromobili le gocce di pioviggine sopraffusa formano una mescolanza di acqua e ghiaccio che ha una temperatura di 0 °C.

## METAR
Il suo codice METAR è FZDZ.